# Якушкин, Георгий Трофимович
Гео́ргий Трофи́мович Яку́шкин (28 мая 1923, Старые Пичингуши, Краснослободский уезд, Пензенская губерния, РСФСР, СССР — 24 января 1944) — участник Великой Отечественной войны, сапёр 78-го стрелкового полка 74-й стрелковой дивизии 13-й армии Центрального фронта, Герой Советского Союза, красноармеец.

## Биография
Родился 28 мая 1923 года в селе Старые Пичингуши Пензенской губернии (ныне Ельниковский район, Республика Мордовия, Россия) в крестьянской семье. Мордвин. Жил в селе Новотроицк Сосновского района Челябинской области, где окончил начальную школу. Трудился в колхозе.
В Красную Армию призван в апреле 1942 года Сосновским райвоенкоматом Челябинской области. На фронте в Великую Отечественную войну с июня 1942 года.
Сапёр 78-го стрелкового полка (74-я стрелковая дивизия, 13-я армия, Центральный фронт) красноармеец Георгий Якушкин особо отличился в боях за освобождение Комаринского ныне Брагинского района Полесской ныне Гомельской области Белоруссии.
23 сентября 1943 года сапёр Якушкин в числе первых форсировал реку Днепр, разведал расположение войск неприятеля и сообщил ценные разведывательные данные командованию 78-го стрелкового полка, чем успешно содействовал переправе своей воинской части.
Указом Президиума Верховного Совета СССР от 16 октября 1943 года за образцовое выполнение боевых заданий командования на фронте борьбы с немецко-фашистскими захватчиками и проявленные при этом мужество и героизм красноармейцу Якушкину Георгию Трофимовичу присвоено звание Героя Советского Союза.
В январе 1944 года отважный сапёр сержант Г. Т. Якушкин в одном из боёв был тяжело ранен. Скончался от ран 24 января 1944 года. Похоронен в городе Сквира Киевской области Украины.

## Награды
Награждён орденом Ленина, медалью.

## Память
- Именем Героя Советского Союза Георгия Якушкина в городе Сквира названа улица.
- В посёлке городского типа Полетаево Сосновском районе Челябинской области в память о нём установлена мемориальная доска.